# Xã Greenville, Quận LaMoure, Bắc Dakota
Xã Greenville (tiếng Anh: Greenville Township) là một xã thuộc quận LaMoure, tiểu bang Bắc Dakota, Hoa Kỳ. Năm 2010, dân số của xã này là 47 người.